# Pys
Pys település Franciaországban, Somme megyében. Lakosainak száma 126 fő (2022. január 1.). Pys Irles, Grévillers, Le Sars, Warlencourt-Eaucourt, Courcelette és Miraumont községekkel határos.

## Népesség
A település népességének változása:
| Lakosok száma | 117  | 118  | 120  | 120  | 121  | 121  | 123  | 124  | 126  |
|               | 2013 | 2015 | 2016 | 2017 | 2018 | 2019 | 2020 | 2021 | 2022 |